# Stauridiosarsia baukalion
Stauridiosarsia baukalion is een hydroïdpoliep uit de familie Corynidae. De poliep komt uit het geslacht Stauridiosarsia. Stauridiosarsia baukalion werd in 1992 voor het eerst wetenschappelijk beschreven door Pagès, Gili & Bouillon. 